# Chère Famille
Pour plus de détails, voir Fiche technique et Distribution.
Chère Famille (Kära släkten) est un film suédois réalisé par Gustaf Molander, sorti en 1933.
Il s'agit de l'adaptation au cinéma de la pièce de Gustav Esmann (da) intitulée Den kære familie.

## Synopsis

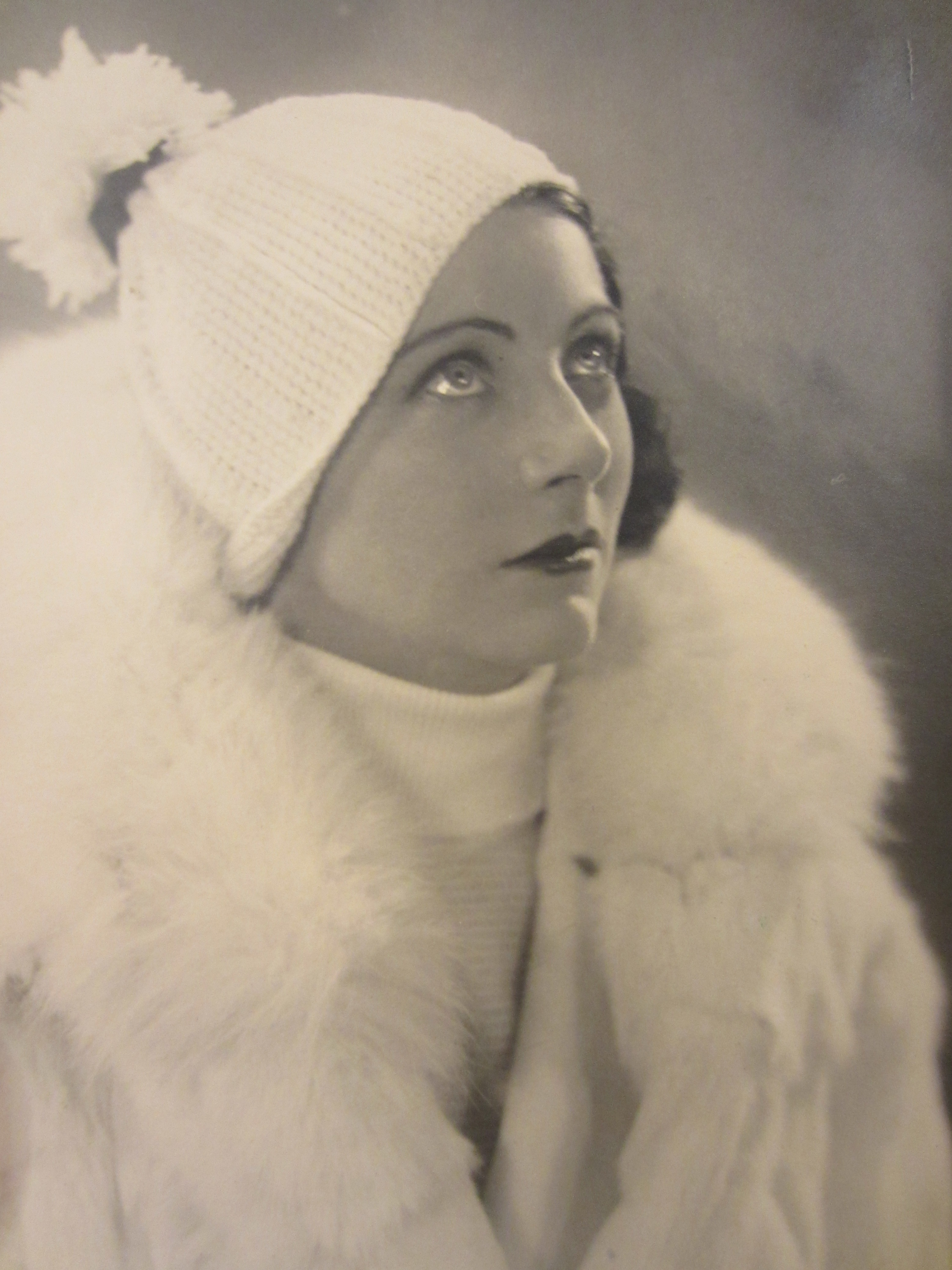
Dora Söderberg dans Chère Famille.

Friis, un grossiste, a trois filles, dont deux sont mariées à des hommes de haut rang. Financièrement, cependant, le mari de sa fille Lilli, Clas, ne va pas très bien. Son château de Clasberga est hypothéqué alors que les dates limites commencent à expirer. Pour récolter des fonds, Clas et Lilli tentent de monter une boîte de nuit.

## Fiche technique
- Titre : Chère Famille
- Titre original : Kära släkten
- Réalisation : Gustaf Molander
- Scénario : Gösta Stevens et Gustaf Molander (non crédité) d'après la pièce de théâtre Den kære familie de Gustav Esmann
- Musique : Jules Sylvain
- Cinématographie : Åke Dahlqvist
- Montage : Rolf Husberg
- Direction artistique : Arne Åkermark
- Maquillage : Manne Lundh
- Ingénieur du son : Terence Wendt
- Photographe : Louis Huch
- Assistant caméraman : Sven Thermænius
- Script : Ragnhild Prim
- Producteurs : Stellan Claësson, Emil Johansson
- Sociétés de production : Svensk Filmindustri
- Pays d'origine :  Suède
- Durée : 94 minutes
- Format : Noir et blanc - 35 mm - 1,37:1 - Mono
- Laboratoire : Svensk Filmindustri, Råsunda
- Dates de sortie : 
  -  Danemark : 15 octobre 1933
  -  Suède : 6 novembre 1933
  -  États-Unis : 13 mai 1934

## Distribution
- Gösta Ekman
- Tutta Rolf
- Carl Barcklind
- Thor Modéen
- Edvin Adolphson
- Dora Söderberg
- Sickan Carlsson
- Georg Rydeberg
- Åke Jensen
- Ruth Stevens

Non crédités : 
- Eric Abrahamsson
- Olga Adamsén
- Karin Appelberg-Sandberg
- Tord Bernheim
- Herbert Brehmer
- Åke Brodin
- Wiola Brunius
- Oscar Byström
- Alice Carlsson
- Eddie Figge
- Bertil Forsberg
- Sigge Fürst
- Nils Hultgren
- Doris Nelson
- Arvid Petersén
- Anders Soldén
- Lisa Wirström

## Musiques
- OM BLOTT JAG HAR DIN KÄRLEK

Musique de Franz von Suppé, paroles suédoises de Carl Gustaf Wilhelm Michal, chanté par Gösta Ekman.
- NÄR TVÅ HJÄRTAN SLÅ SAMMA SLAG

Musique de Jules Sylvain, paroles de Gösta Stevens, chanté par Tutta Rolf et Sickan Carlsson.